# جون بيرغ (لاعب كرة قاعدة)
جون بيرغ (بالإنجليزية: John Bergh)‏ هو لاعب كرة قاعدة أمريكي، ولد في 8 أكتوبر 1857 في بوسطن في الولايات المتحدة، وتوفي بنفس المكان في 17 أبريل 1883 بسبب سل.